# Scopolia
Scopolia  es un género de plantas de la subfamilia Solanoideae, en la familia de las solanáceas (Solanaceae). Están distribuidas desde Europa a Japón. Comprende 20 especies descritas y de estas, solo 2 aceptadas.

## Taxonomía
El género fue descrito por Nikolaus Joseph von Jacquin y publicado en Observationum Botanicarum 1: 32–33, pl. 20. 1764. La especie tipo es: Scopolia carniolica Jacq.
Etimología
Scopolia: nombre genérico que fue otorgado en honor de Giovanni Antonio Scopoli (1723-88), un  naturalista tirolés.

## Especies aceptadas
A continuación se brinda un listado de las especies del género Scopolia aceptadas hasta agosto de 2015, ordenadas alfabéticamente. Para cada una se indica el nombre binomial seguido del autor, abreviado según las convenciones y usos.	
- Scopolia carniolica Jacq.
- Scopolia japonica Maxim.